# Zhao Leji
Zhao Leji, född 8 mars 1957, är en ledande kommunistisk kinesisk politiker. Han är ordförande i Nationella folkkongressens ständiga utskott och ledamot i Politbyråns ständiga utskott med nummer tre i rangordningen.

## Bakgrund
Zhao föddes i en intellektuell familj i Xining i Qinghai-provinsen, men härstammar från Xi'an i Shaanxi-provinsen. Han har tillbringat större delen av sin politiska karriär i dessa två provinser.
Han gick med i Kinas kommunistiska parti och började studera vid Pekinguniversitetet, där han studerade filosofi fram till 1980. Därefter undervisade han i tre år vid ett handelsinstitut i Qinghai, varefter han började sin politiska karriär i provinsen.

## Politisk karriär
Zhao Leji utnämndes till vice guvernör i Qinghai 1999 och blev ordinarie guvernör 2002, vilket gjorde honom med sina 42 år till den yngste provinsguvernören i Kina. Året därpå blev han utnämnd till partisekreterare i Qinghai. 2007 utnämndes han till partichef i Shaanxi-provinsen, vilket han var fram till 2012. På grund av sina starka kopplingar till Shaanxi-provinsen räknas Zhao som en ledade företrädare för Xi Jinpings Shaanxi-klick.
Zhaos långa erfarenhet i Kinas inlandsprovinser har till stor del bidragit till hans snabba karriär under Hu Jintao, som haft en liknande karriärväg. Zhao har också gjort sig känd för att till skillnad från många av sina kollegor hålla en mycket låg profil i media, vilket gjort honom impopulär bland kinesiska journalister.
Han sitter sedan november 2012 i politbyrån i Kinas kommunistiska parti. Vid kommunistpartiets 19:e kongress 2017 blev han invald i politbyråns ständiga utskott.